# Bourgeoisie (Suisse)
Pour les articles homonymes, voir Bourgeoisie.
En Suisse, la bourgeoisie, ou commune bourgeoise, est une collectivité locale à laquelle participent les habitants originaires de la commune ou anciens bourgeois, par opposition aux nouveaux habitants. La bourgeoisie, qui n'existe plus dans tous les cantons, a perdu de son importance, notamment politique, mais reste une institution possédant souvent un patrimoine, notamment immobilier, considérable. Elle peut également être dotée de compétence en matière de naturalisation via l'octroi du « droit de bourgeoisie ». 
Il existe une « Fédération suisse des bourgeoisies et corporations » dont le rôle est notamment de défendre le « maintien des institutions bourgeoisiales ».
À l'époque, il n'existait pas de bourgeois sans « droit de bourgeoisie » (sorte de droit de cité), qui était une charte de libertés et de droits contractée entre la noblesse et la bourgeoisie, le préalable pour appartenir à cette bourgeoisie étant la possession d'un bien immobilier au cœur de la ville,.

## Introduction
En 2016, seuls treize des 26 cantons (BE, UR, OW, ZG, SO, BS, BL, GR, AG, TG, TI, VS, JU) prévoient la figure de la commune bourgeoise.
Elles sont dénommées Bürgergemeinde, Burgergemeinde, Ortsbürgergemeinde, Ortsgemeinde, commune bourgeoise ou patriziato.
Les communes bourgeoises se composent de toutes les personnes qui ont le droit de cité bourgeois (dit aussi bourgeoisie). Pour cette raison, la commune bourgeoise est parfois plus vue comme une corporation de personnes, liés par un lien personnel (l'appartenance à la commune) et moins par un lien territorial (le lieu où la bourgeoisie se trouve). 
Dans les cantons où les communes bourgeoises ont principalement des fonctions de gestionnaire de biens fonciers et de soutien social, celles-ci peuvent admettre de nouveaux bourgeois, même si ceux-ci ne vivent pas sur le territoire de la commune politique. Par exemple, un habitant de Thoune peut, sous certaines conditions, devenir bourgeois de la ville de Berne sans pour autant y vivre.
Dans certains cantons (OW, ZG, SO, BS, BL et GR), les communes bourgeoises sont dotées de compétence en matière de naturalisation.

## Histoire

### Jusqu'à la Révolution française

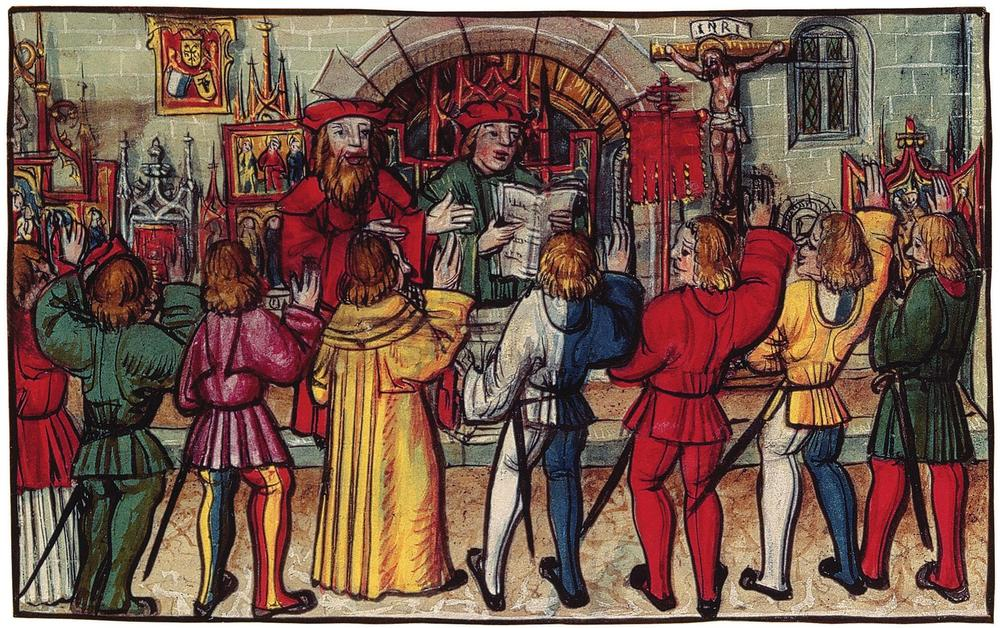
Assemblée des bourgeois de la ville de Lucerne, en 1508 en Suisse.

La notion de bourgeois (en allemand Bürger) apparaît au IXe siècle, où elle désigne un habitant d'une localité liée à un château fort ; dès le XIe siècle, le terme de bourgeois s'étend aux habitants d'une ville,. La qualité de bourgeois n'est octroyée qu'aux habitants propriétaires d'une parcelle intra-muros. Entre le XIe et le XIIIe siècle, les communes bourgeoises citadines (des villes) influencent beaucoup la vie économique en Suisse, mais aussi la manière dont se fait la politique, jusqu'au point que certaines villes deviennent des villes-État, comme Berne. La condition de propriété est abolie au cours du XIIIe siècle. Toutefois la condition de propriété est maintenue pour les bourgeois dits forains (Ausbürger ou Pfahlbürger, en italien borghesi esterni, litt. bourgeois externes),. À la même époque, la bourgeoisie devient un « lien personnel de fidélité envers le seigneur de la ville et envers les autres bourgeois », ce lien pouvait être même octroyé à des personnalités ou des corporations extérieures à la ville.
À la campagne, le rôle des personnes habitant une même vicinalité (Nachbarschaft) est différent. Les liens d'intérêts résultant le travail agricole (dits biens communaux), comme le maintien et le gestion de l'alpage, des terrains agricoles ou des forêts, poussent les familles paysannes et d'éleveurs à se regrouper dans des corporations (ou communes). Toujours à la campagne, les communes bourgeoises jouent un rôle dans l'administration des terres, en particulier lorsqu'un bailliage (Vogtei) est établi. Les pouvoirs originellement tenus par la Dorf- und Gemeindeherrschaft (de) (unité administrative du Saint-Empire romain germanique, chargé de l'administration politique et administrative de la vie villagiale) sont transférés aux communes bourgeoises composées de villageois. Au Tessin, en Valais et en Suisse centrale, les communes s'organisent selon le modèle de commune lombard.
Au moment où les villes apparaissent en Suisse au XIIe siècle, les communes bourgeoises en campagne deviennent corporations de droit public dotées d'une personnalité juridique propre, maintenant l'ordre et la paix sociale ; elles peuvent ainsi conclure des contrats, gérer des biens en leur nom, et même établir des interdictions de passage dans les forêts ou sur l'alpage. Jusqu'au milieu du XVe siècle, la possibilité de participer à la commune est toutefois réservée aux personnes établies dans ladite commune, les étrangers étant considérés comme des citoyens de second rang. Pour agir, les bourgeois se réunissent en assemblée des communiers (en allemand Gemeindeversammlungen). Leur pouvoir de décision est à son apogée entre le XIVe et le XVIe siècle.

### Changement de paradigme à la Révolution française

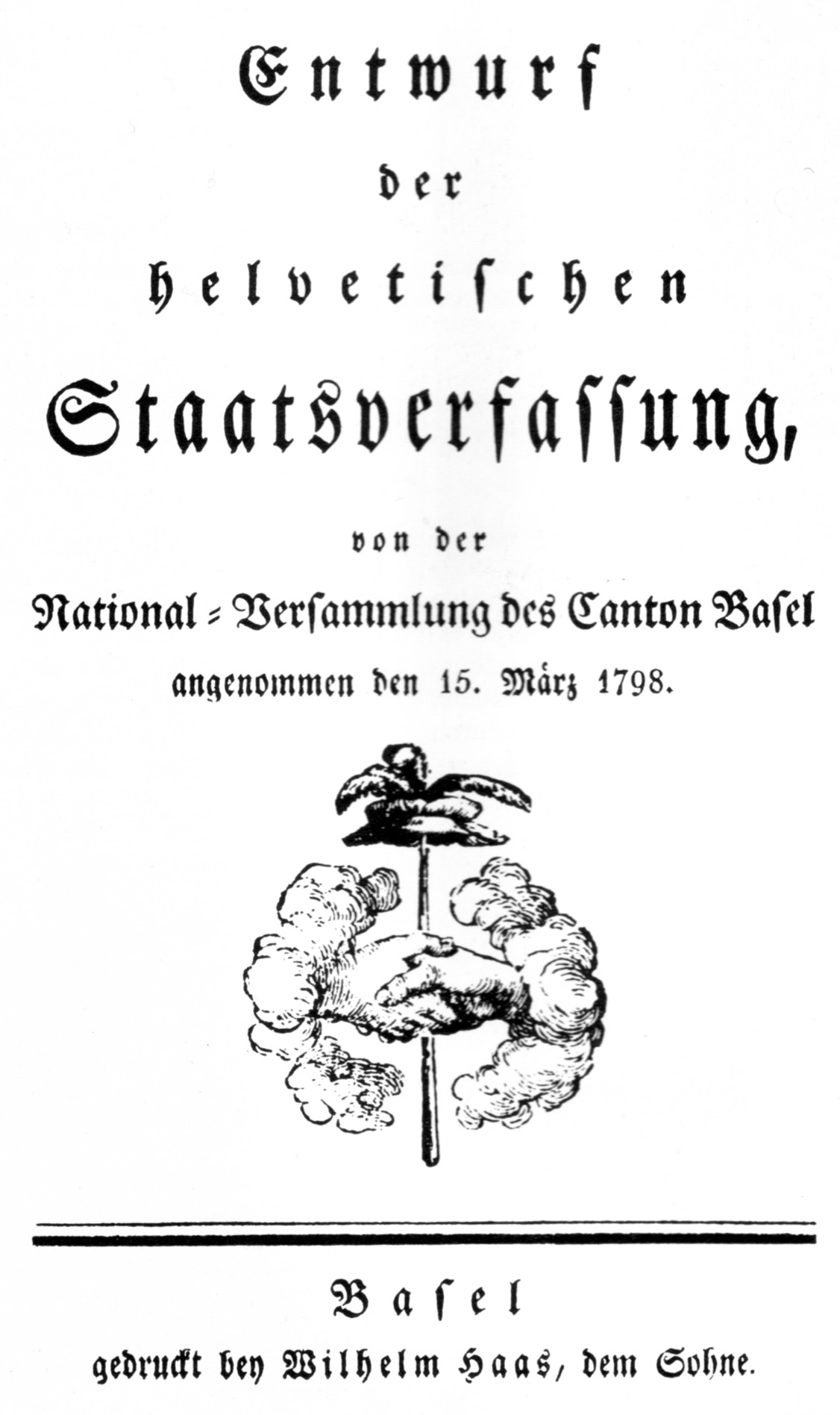
Page de garde de la Constitution de 1798.

La Révolution française, exportée en Suisse sous la forme de la République helvétique, constitue un grand renversement de l'ordre communal établi jusque-là,. Une constitution est imposée à la Suisse, où les communes (en général, sans distinction entre commune politique et commune bourgeoise) sont mentionnées à ses articles 15 et 16,.
Au début de la domination française de la Suisse, le 13 novembre 1798, les lois, usages et traditions communales sont abolies par une loi générale sur les communes et sert de nouvelle base pour l'organisation des communes. Apparaissent alors deux types de communes : la commune politique (ou commune d'habitants, de l'allemand Einwohnergemeinde), composée de l'ensemble des citoyens vivant sur la commune, chargée des droits politiques, et la commune bourgeoise, composée des anciens bourgeois et chargée de l'administration des biens communaux (comme précédemment, les forêts, prés et alpages) ou servant d'institution d'aide sociale (dite aussi assistance).

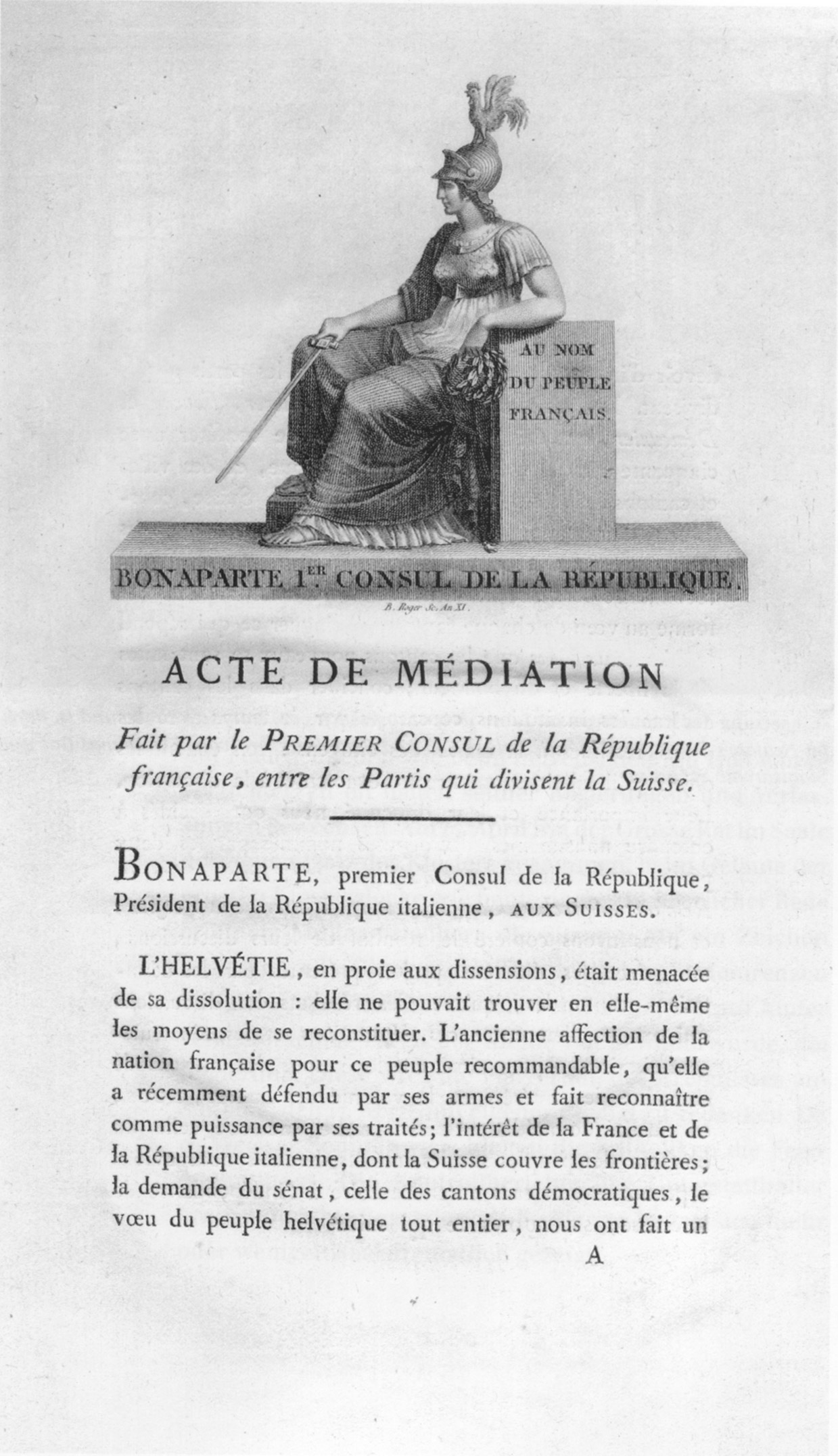
Première page de l'Acte de médiation de 1803 en Suisse.

L'Acte de médiation, édicté en 1803 par Napoléon Bonaparte, alors premier consul, ne mentionne pas le sort réservé aux communes  ; il en va de même pour le Pacte fédéral de 1815. Pendant toute la Médiation et encore plus sous la Restauration (jusqu'en 1830), les cantons s'organisent de manière très disparate, mais un grand nombre reviennent au système prérévolutionnaire et abolissent la commune politique,, privant ainsi les non-bourgeois de leur voix au chapitre sur l'administration de leur commune. Au moment de la Régénération (après 1830), certains cantons, dotés de nouvelles constitutions et poussés par la pensée libérale, réinstaurent les communes politiques sur leur territoire. Toutefois, le mouvement n'est pas uniforme, car Zurich ne sera redotée d'une commune politique qu'à partir de 1866, le canton ayant édicté une nouvelle loi sur les communes.

### Après 1848

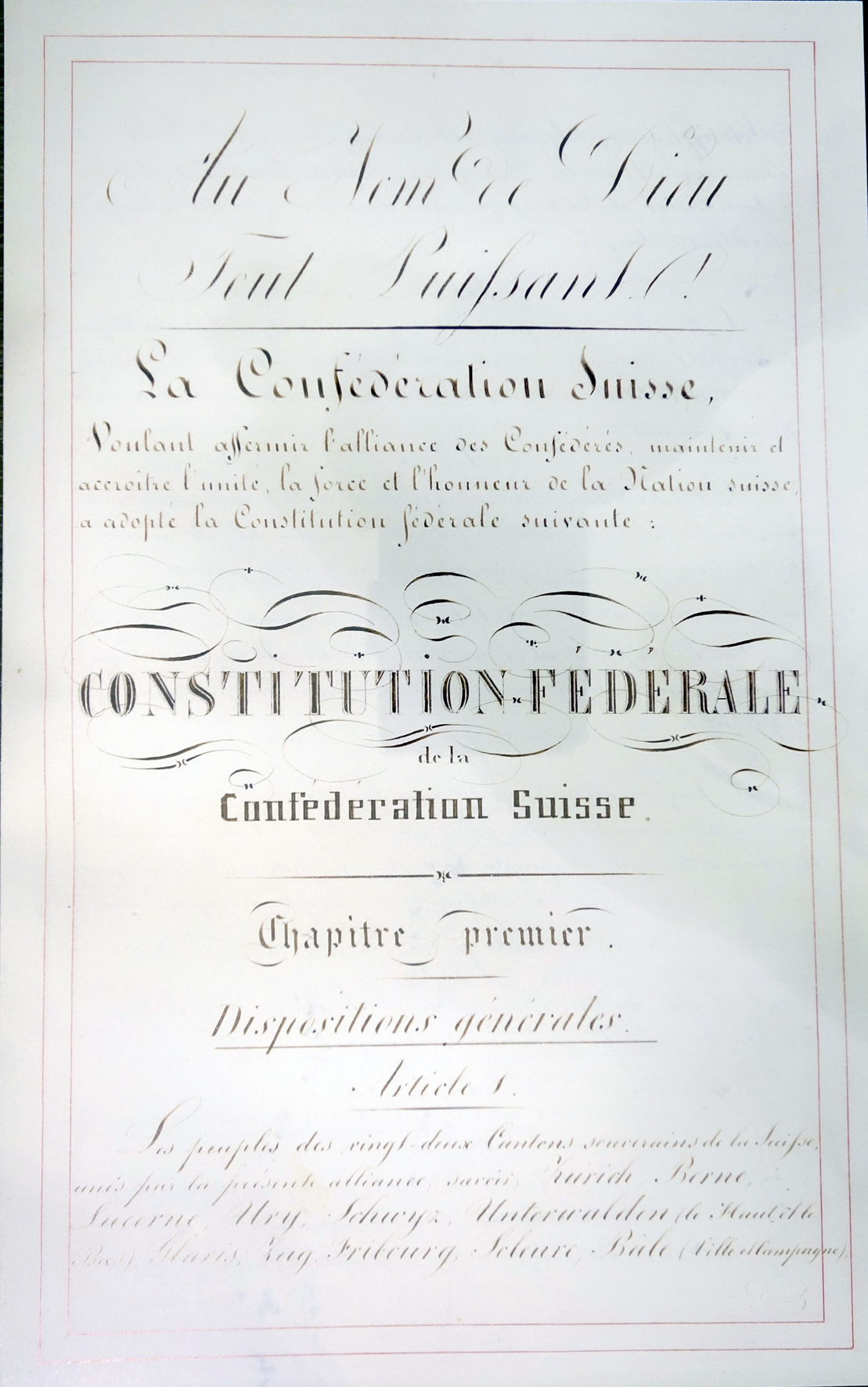
Première page de la Constitution de 1848.

La Constitution fédérale de 1848, première constitution de l'État fédéral suisse, ne se prononce que peu sur les communes. Elle dispose que les communes ne peuvent exiger des confédérés (citoyens d'autres cantons) des charges fiscales plus importantes par rapport aux citoyens des autres communes du même canton. Autrement dit, la ville de Fribourg ne peut pas exiger d'un citoyen bernois un tribut fiscal plus important par rapport à un citoyen de Bulle. Toutefois, un confédéré ne dispose pas du droit de vote communal dans sa commune d'accueil.
La Constitution fédérale de 1874 dispose que le citoyen suisse « jouit, au lieu de son domicile, de tous les droits des citoyens du canton et, avec ceux-ci, de tous les droits des bourgeois de la commune ». Toutefois, « la participation aux biens des bourgeoisies et des corporations et le droit de vote dans les affaires purement bourgeoisiales sont exceptés de ces droits, à moins que la législation cantonale n’en décide autrement ». Les communes bourgeoises perdent à ce moment leur fonction de corps électoral dans les cantons où elles revêtent encore cette fonction, car la possibilité de voter et d'élire n'étant plus liés à la bourgeoisie, mais au domicile d'un citoyen suisse.
Passés 1848 (première Constitution fédérale) et 1874 (première révision totale de la Constitution fédérale), les communes politiques prennent le pas devant les communes bourgeoises, qui voient leur nombre de compétences propres réduit fortement. Communes politiques et communes bourgeoises cohabitent, ce que Louis Carlen appelle un dualisme communal (Gemeindedualismus), les forçant à coopérer, passer outre leurs différences et rivalité, pour le bien commun communal. La question de la gestion des biens communaux reste importante, car les communes politiques dépendent des bourgeoisies pour les biens en possession de ces derniers. À Berne par exemple, la ville (commune politique) n'a pas le droit de percevoir l'impôt avant 1852, dépendant ainsi des allocations de la bourgeoisie de Berne (Burgergemeinde Bern) jusqu'à la séparation des biens publics entre les deux entités,.

## Situation juridique
Les communes bourgeoises sont des corporations de droit public qui ne recouvrent pas forcément le territoire d'une commune politique associée. L'élément caractéristique d'une commune bourgeoise n'est donc par le territoire, mais les personnes qui composent la commune.
Les communes bourgeoises disposent du droit de s'autoadministrer, et le fait à travers des organes.
Le droit à l'organisation bourgeoise peut, selon certains auteurs, se baser sur la Charte européenne de l'autonomie locale.
En 1988, plusieurs cantons ont ancré l'existence des communes bourgeoises dans leur constitution cantonale (BE, LU, UR, OW, GL, ZG, SO, BS, SH, AR, SG, GR, TG, VS et JU).

## Situation dans les cantons

### Zurich
Après la création du bailliage de Zurich en 1098 aux ducs de Zähringen et leur extinction en 1218, la ville de Zurich reçoit l'immédiateté impériale, leur permettant une certaine autonomie. Ce n'est toutefois qu'en 1433 que les bourgeois de Zurich obtiennent l'automomie législative par accord de l'empereur Sigismond de Luxembourg. Au cours du XVe siècle, le rôle de la bourgeoisie zurichoise diminue fortement jusqu'à la fin du XVIIIe siècle, ne se réunissant que pour prêter serment. Après la révolution helvétique, la commune bourgeoise est instaurée en 1799, chargée de l'assistance publique et de l'administration des biens communaux. Elle perd toutefois cette caractéristique de collectivité publique en 1875, devenant une simple association des vieux résidents de la ville.
En 2020, le canton de Zurich ne mentionne pas les communes bourgeoises ni dans sa constitution cantonale, ni dans sa loi sur les communes. De même, il n'existe pas de section zurichoise de la Fédération suisse des bourgeoisies et corporations.

### Berne

#### Bases légales
Le canton de Berne reconnaît la commune bourgeoise comme un type de commune à part entière, dont l'existence, le territoire et les biens sont garantis. Leur autonomie est ancrée dans la Constitution fédérale et cantonale, de même que dans la législation cantonale, où celle-ci « accorde aux communes la plus grande liberté de décision possible ». Elles sont chargées, en outre, des tâches qui leur incombent de par la tradition. Une commune bourgeoise gère également la fortune qui lui est propre, mais en prenant en considération les besoins de la commune municipale.
En complément des communes municipales (communes politiques), les communes bourgeoises « pourvoient au bien public dans la mesure de leurs moyens ». Elles fixent pour cela, souverainement, leur organisation dans les limites du droit supérieur (droits cantonal et fédéral).
Les communes bourgeoises ont comme organe législatif primaire l'assemblée bourgeoise, composée des bourgeois et bourgeoises de la commune bourgeoise en question. Elles peuvent aussi instituer un parlement bourgeois, composé d'au moins 30 membres. En tout cas, elles sont dotées d'un conseil bourgeoisial, dont le nombre est fixé par le règlement d'organisation de la bourgeoisie (de manière analogue au conseil communal).
En 1999, il existe 199 communes bourgeoises (172 germanophones et 26 francophones) et 35 communes mixtes (19 germanophones et 17 francophones).
En avril 2020, il existe 187 communes bourgeoises (160 de langue allemande, 27 de langue française), et 21 communes mixtes (9 de langue allemande, 12 de langue française), contre 321 communes municipales.

#### Exemples

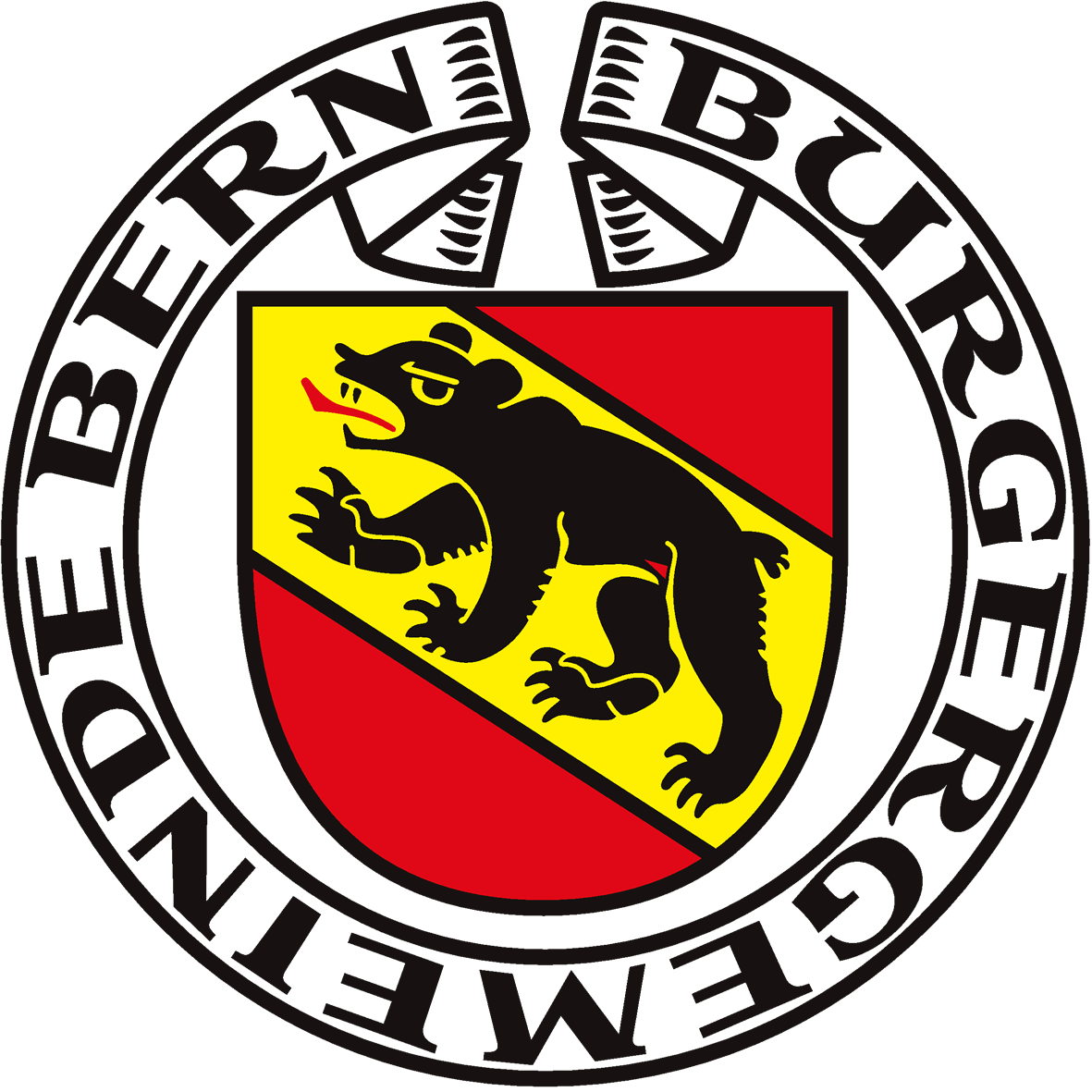
Logo de la commune bourgeoise de Berne (Burgergemeinde Bern).

La commune bourgeoise de Berne (Burgergemeinde Bern) naît sous sa forme moderne en 1833 et est dotée d'un Petit et Grand Conseils (exécutif et législatif respectivement),.
En ville de Berne sont aussi présentes des sociétés bourgeoises (Gesellschaften et Zünfte, issus de corps de métiers) et des abbayes, regroupées sous le terme de corporations bourgeoises, et sont affiliées la commune bourgeoise de Berne.  La commune bourgeoise de Berne administre plus de 4 000 ha de forêts, le Burgerspital, une bibliothèque, le Musée d'histoire naturelle de Berne, le Casino de Berne, de même qu'une banque (DC Bank).
Il existe également une bourgeoisie par exemple à Bienne (administrant entre autres 1 650 ha de forêt), Thoune, Berthoud et Moutier (gérant 820 ha de forêts, 520 ha de paturage et 40 km de sentiers).

#### Communes mixtes
Le droit cantonal bernois prévoit aussi l'institution de la commune mixte, issue de la fusion entre la commune municipale et une commune bourgeoise (ou plusieurs),. Elle date de l'entrée en vigueur de la loi sur les communes de 1852, pour remédier aux inconvénients du dualisme communal.
La création de nouvelles communes mixtes est toutefois interdite depuis l'entrée en vigueur de la nouvelle loi sur les communes en 1999. Une commune mixte déjà existante peut toutefois toujours fusionner avec une commune municipale.
La commune mixte bernoise prend la place et se substitue à la commune politique et celle bourgeoise qui lui précèdent.

### Valais
Les raisons et le moment exacts de l'apparition des bourgeoisies valaisannes n'est pas encore connu avec précision, mais serait entre le XIe et XIIIe siècles (date des premières preuves écrites).
Le droit cantonal valaisan reconnaît les bourgeoisies (ou commune bourgeoise, en allemand Burgschaften), en ancrant (de façon rudimentaire) leur existence dans sa constitution cantonale et en leur dédiant une loi spécifique (ce qui est un cas unique en Suisse). Dans la constitution cantonale, la bourgeoisie est définie comme « collectivité de droit public chargée de réaliser des tâches d'intérêt public fixées par la loi ». Il s'agit à ce titre d'une corporation de droit public. Elle est autonome dans son domaine de compétences (en particulier lorsqu'elle édicte des dispositions de droit).  Elle gère le patrimoine bourgeoisial et « encouragent  et soutiennent dans la mesure de leurs moyens les œuvres d'intérêt général ». Ces œuvres peuvent être de nature économique, sociale, culturelle ou touristique. La bourgeoisie est soumise à la surveillance du Conseil d'État,.
Les deux organes de la bourgeoisie sont l'assemblée bourgeoisiale (législatif) et le conseil bourgeoisial (exécutif). La dénomination de ces deux organes peut toutefois changer de bourgeoisie à bourgeoisie.
L'assemblée bourgeoisiale est composée des bourgeois de la commune habitant sur le territoire bourgeoisiale. Elle est dotée des mêmes compétences que l'assemblée primaire d'une commune municipale, mais pour les affaires bourgeoisiales. En conséquence, elle décide des règlements bourgoisiaux, du budget de la bourgeoisie et sur l'admission de nouveaux bourgeois. De plus, elle fixe le nom de la bourgeoisie et ses armoiries.
Le droit cantonal prévoit deux types d'organisation pour la commune : une organisation avec un exécutif propre et celle sans exécutif propre,. Si la bourgeoisie décide de ne pas se doter d'un propre exécutif, alors le conseil communal (exécutif de la commune municipale) administre la bourgeoisie. Environ les deux-tiers des bourgeoisies sont ainsi dépourvues d'un exécutif propre. Pour le cas où une commune se dote de son propre exécutif (appelé conseil bourgeoisial), celui-ci doit être composé d'au moins trois et d'au plus neuf membres,, élu pour quatre ans.
Pour être admis bourgeois dans une commune valaisanne, le droit bourgeoisial peut exiger une durée de séjour sur le territoire bourgeoisial pouvant aller jusqu'à cinq ans. Il existe aussi la bourgeoisie d'honneur, octroyée à titre individuel (elle n'est donc pas transmissible), à des personnes particulièrement méritantes.
En 2017, il y a 140 bourgeoisies en Valais.

## Bourgeoisie d'honneur
La bourgeoisie d'honneur est remise à certaines personnes qui œuvrent pour le bien-être du pays ou d'une commune. Elle n'est pas héréditaire et n'a aucun effet sur la nationalité.
Napoléon III était bourgeois de la commune de Salenstein (Thurgovie).
L'ex-roi de Suède Gustave IV Adolphe était bourgeois de la commune de Bâle.
Hanni Pestalozzi a obtenu en 1981 le statut de bourgeoise d'honneur de la ville de Wil, dans le canton de Saint-Gall.
Julie Hofmann, créatrice de la fondation Eben-Hézer, reçoit la bourgeoisie d'honneur du canton de Vaud.